# Зоеа

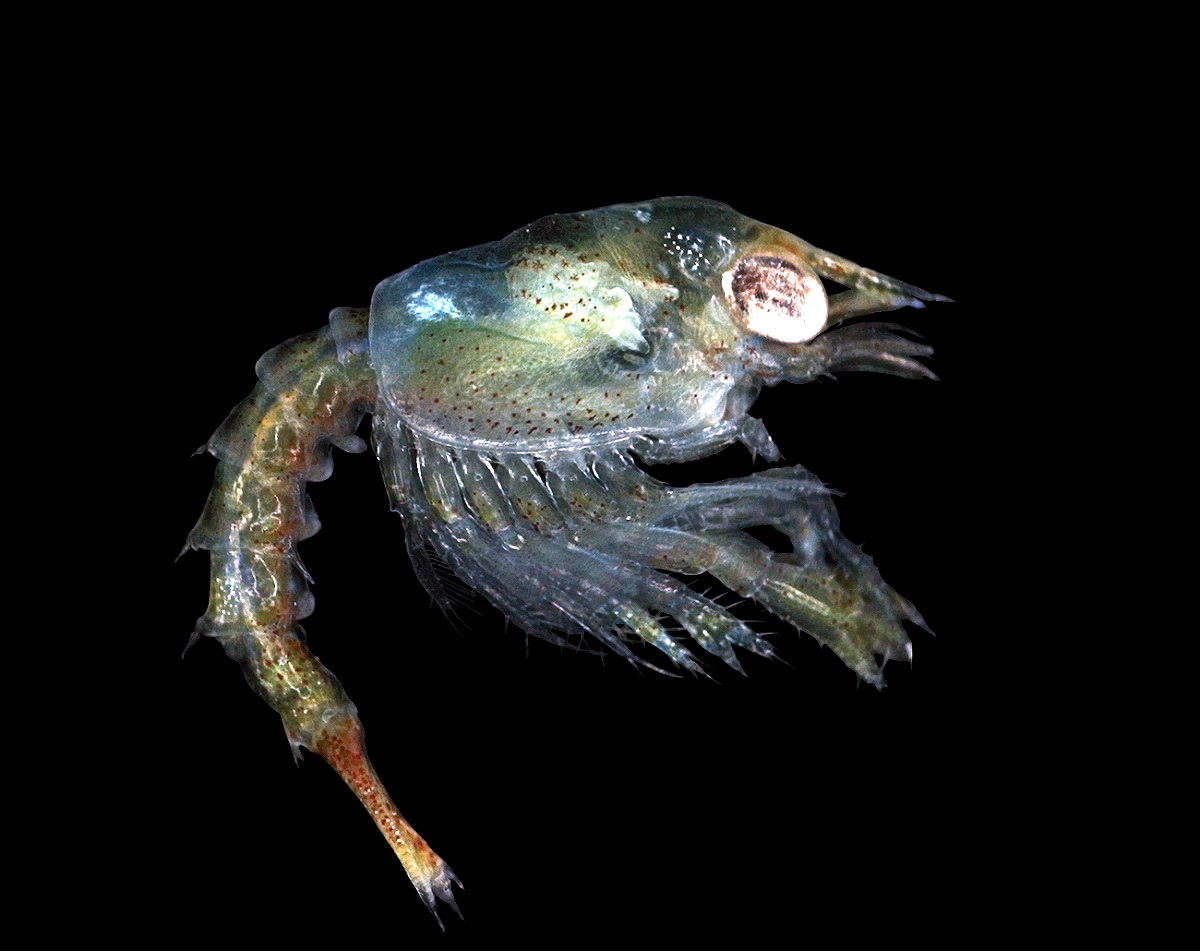
Зоеа Homarus gammarus.

Зое́а (от др.-греч. ζωή — «жизнь») — пелагическая личинка десятиногих ракообразных, следующая за протозоеа.
Тело зоеа состоит из головогруди и сегментированного брюшка. Из грудных конечностей развиты только передние, ногочелюсти (с их помощью зоеа плавают), из брюшных — только задние, уроподы (у зоеа крабов они отсутствуют); остальные конечности в зачаточном состоянии. Глаза стебельчатые.
У креветок зоеа в процессе развития переходит в стадию мизидной личинки, у других десятиногих — в так называемую декаподитную стадию, близкую по строению к взрослому раку. Своеобразны зоеа крабов: они имеют почти шаровидную головогрудь (снабженную длинными шипами: передним, спинным и двумя боковыми) и узкое брюшко.
У некоторых видов десятиногих, например у речных раков, стадия зоеа проходит в яйце.